# عنکبوت‌های زره‌کیسه
عنکبوت‌های زره‌کیسه (Corinnidae) نام خانواده‌ای از عنکبوتها است.
این خانواده ۷۷ سرده و ۹۳۵ گونه را دربر می‌گیرد.